# Lorenzo Dupin
Lorenzo Dupin, né le 30 octobre 1995, est un footballeur français évoluant au poste de gardien de but et international de beach soccer.

## Biographie

### En club
Jusqu'en 2017, à 21 ans, Lorenzo Dupin est le gardien de but de l'équipe de Lansargues (Hérault) évoluant en Division régionale PHB, du Grande Motte Pyramide Beach Soccer avec qui il est sacré champion de France et dispute la Coupe d'Europe, ainsi que de l'équipe de France de Beach Soccer. 
Déménageant à Marseille, il intègre le Marseille Beach Team.  
En mars 2019, Lorenzo Dupin est joueur du Racing club védasien en football traditionnel, après un retour dans l'Hérault.
À l'été 2020, il rejoint l’US Mauguio-Carnon en football, évoluant en Régional 3, en provenance de l'Étoile sportive Paulhan-Pézenas. 

### En équipe nationale
Lorenzo Dupin débute en équipe de France de beach soccer lors des premiers Jeux méditerranéens de 2015 à la fin de l'été. 
En août 2016, alors qu'il fait partie des trois gardiens de l’équipe de France A depuis un an, Lorenzo Dupin participe à la première compétition U21 en Europe à Siofok (Hongrie). Les Espoirs français terminent deuxièmes et Dupin est élu meilleur gardien.  
À l'été 2017, Dupin fait partie de la sélection vainqueur de la Russie (4-2), battue par l’Espagne (5-4) puis disposant de l’Allemagne (4-5 ap) lors de la première étape de la 20e Euro Beach Soccer League. Lorenzo est élu meilleur gardien de cette étape.  
En 2019, il est de nouveau membre de l'équipe de France, sans avoir été convoqué l'année précédente. Fin avril, il est sélectionné pour les qualifications européennes des World Beach Games, puis pour le premier tour des éliminatoires de la Coupe du monde en juillet. Déjà qualifiée pour la deuxième phase, la France affronte le Portugal pour son dernier match. Lorenzo est l'auteur de la passe décisive sur l'ouverture du score de Victor Angeletti (défaite 3-1).

## Statistiques en équipe de France
| Années     | 2015 | 2016 | 2017 | 2018 | 2019 | Total |
| ---------- | ---- | ---- | ---- | ---- | ---- | ----- |
| Sélections | 5    | 10   | 12   | -    | 7    | 34    |

## Palmarès
Lorenzo Dupin est élu meilleur gardien de la TalentCup Siofok U21 en 2016. L'année suivante, il est reconnu meilleur portier de l'étape de Belgrade du Championnat d'Europe.
Sur le plan collectif, Dupin est double champion de France. 